# Ott Tänak

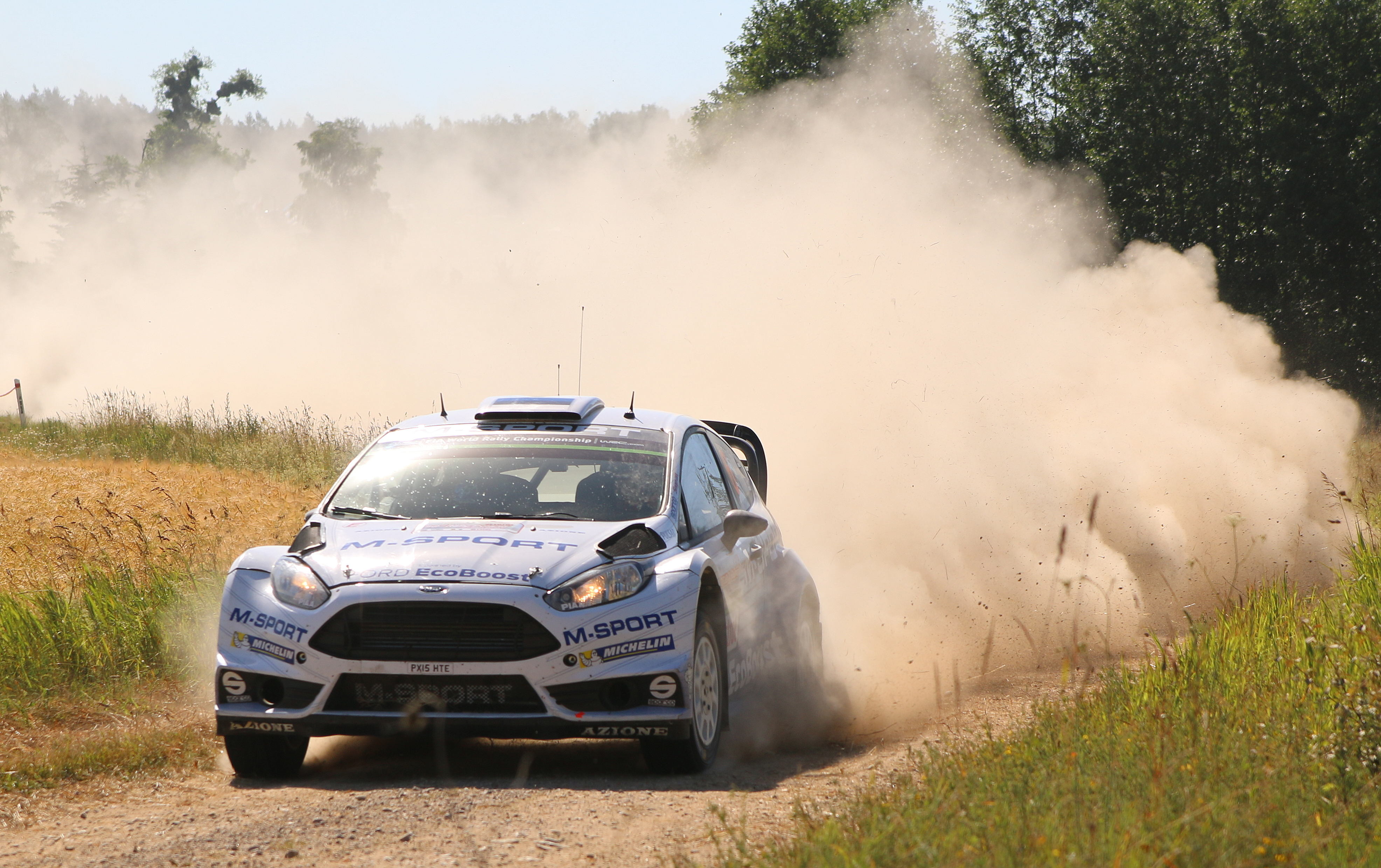
Podczas Rajdu Polski 2015 zajął trzecie miejsce

Ott Tänak (ur. 15 października 1987 w Kärla) – estoński kierowca rajdowy, rajdowy mistrz świata w 2019 roku. Członek fabrycznego zespołu Toyota GAZOO Racing WRT w którym startuje samochodem Toyota Yaris WRC w mistrzostwach świata. W 2020 roku za zasługi sportowe odznaczony Orderem Białej Gwiazdy.

## Kariera

### Początki kariery
Swoją rajdową karierę Tänak rozpoczął w 2005 roku. W 2008 roku został członkiem zespołu Markko Märtin Motorsport, założonego przez byłego fabrycznego kierowcę mistrzostw świata, Markko Märtina. Jako kierowca tego zespołu wywalczył dwa tytuły mistrza Estonii w latach 2008 i 2009.
W kwietniu 2009 roku Tänak zaliczył swój debiut w mistrzostwach świata. Pilotowany przez Kristo Kraaga i jadący Subaru Imprezą WRX STi zajął wówczas 20. miejsce w Rajdzie Portugalii. W tym samym roku wystartował również w Rajdzie Finlandii, jednak na 7. oesie miał wypadek i wycofał się z rajdu.
W 2010 roku Tänak zaliczył cykl startów w serii PWRC. Jadąc Mitsubishi Lancerem Evo X zajął w niej 4. miejsce. Wygrał dwa rajdy w PWRC: Rajd Finlandii i Rajd Wielkiej Brytanii.

### 2011
W 2011 roku Tänak również startował w mistrzostwach świata, tym razem w serii SWRC samochodem Ford Fiesta S2000. W całej serii pięciokrotnie stanął na podium, w tym trzykrotnie na pierwszym: w Rajdzie Włoch, Rajdzie Niemiec i Rajdzie Francji. Wywalczył wicemistrzostwo SWRC. Natomiast w klasyfikacji generalnej mistrzostw świata zdobył 15 punktów - za 10. miejsce w Rajdzie Meksyku, 7. miejsce w Rajdzie Włoch i 6. miejsce w Rajdzie Wielkiej Brytanii, w którym startował Fordem Fiestą RS WRC przygotowanym przez fabryczny zespół Stobart M-Sport Ford Rally Team.

### 2012
W sezonie 2012 Tänak startował w barwach zespołu M-Sport Ford World Rally Team. W tym sezonie zajął 3. miejsce w Rajdzie Sardynii, co było dotychczas najlepszym wynikiem w jego karierze. Ostatni rajd sezonu niefortunne skończył wypadkiem, w wyniku którego prowadzony przez niego Ford Fiesta WRC uległ uszkodzeniom uniemożliwiając dalszą jazdę. Sezon zakończył na ósmym miejscu z dorobkiem 52 punktów.

### 2013
W 2013 roku Tänak przestał być kierowcą M-Sport i zrezygnował z WRC na rzecz mniejszych rajdów odbywających się w Estonii.

### 2015
Głośnym epizodem w sezonie 2015 był wypadek Tänaka podczas jednego z odcinków specjalnych w Rajdzie Meksyku. W prowadzonym przez niego Fordzie Fiesta RS WRC uszkodzeniu uległ układ kierowniczy, czego efektem było wypadnięcie z trasy i stoczenie się w dół skarpy wprost do jeziora. Pojazd zaczął błyskawicznie tonąć i tuż przed jego zniknięciem pod taflą wody zdołał się z niego wydostać pilot Raigo Mõlder. Zarówno Tanak jak i Mõlder nie doznali obrażeń, jednak był to koniec ich zmagań tego dnia.

### 2017
W październiku Tänak podpisał kontrakt z zespołem TOYOTA GAZOO Racing World Rally Team, który zaczął obowiązywać od rajdu w Monte Carlo w 2018 roku. Do nowego zespołu przeniósł się wraz ze swoim pilotem Martinem Järveoją. Zdecydował się zmienić zespół, gdyż M-Sport inwestował znacznie więcej w samochód Sébastiena Ogiera, utrudniając przy tym osiąganie dobrych wyników przez innych kierowców. W 2017 roku jego zarobki wyniosły 2 miliony dolarów.

### 2018
Cały sezon spędził w fotelu kierowcy Toyoty Yaris WRC. W tym czasie wygrał cztery rajdy i łącznie sześć razy stawał na podium. Sezon zakończył na trzecim miejscu w klasyfikacji kierowców, a jego wyniki w dużej mierze przyczyniły się do zdobycia przez Toyotę tytułu mistrzowskiego wśród konstruktorów.

### 2019
W 2019 roku pozostał w zespole Toyota Gazoo Racing WRT. Sześć razy zwyciężał, dziewięć razy stawał na podium i zdobył punkty we wszystkich rundach, co w efekcie dało mu pierwszy w karierze tytuł rajdowego mistrza świata.

## Występy w rajdach WRC
| Sezon | Zespół                                                         | Samochód                                       | 1        | 2        | 3          | 4        | 5             | 6         | 7        | 8      | 9  | 10        | 11        | 12              | 13 | 14     | 15 | 16 | Punkty | Miejsce |
| ----- | -------------------------------------------------------------- | ---------------------------------------------- | -------- | -------- | ---------- | -------- | ------------- | --------- | -------- | ------ | -- | --------- | --------- | --------------- | -- | ------ | -- | -- | ------ | ------- |
| 2009  | Ott Tänak                                                      | Subaru Impreza WRX STi                         | Irlandia | Norwegia | Cypr       | 20       | Argentyna     | Włochy    | Grecja   | Polska | NU | Australia | Hiszpania | Wielka Brytania |    |        |    |    | -      | -       |
| 2010  | Ott Tänak Pirelli Star Driver                                  | Subaru Impreza WRX STi Mitsubishi Lancer Evo X | NU       | Meksyk   | Jordania   | NU       | Nowa Zelandia | NU        | Bułgaria | 18     | 31 | Japonia   | 19        | Hiszpania       | 17 |        |    |    | -      | -       |
| 2011  | Markko Märtin Motorsport M-Sport Stobart Ford World Rally Team | Ford Fiesta S2000 Ford Fiesta RS WRC           | Szwecja  | 10       | Portugalia | Jordania | 7             | Argentyna | NU       | 13     | 12 | Australia | 11        | 27              | 6  |        |    |    | 15     | 15.     |
| 2012  | M-Sport Ford World Rally Team                                  | Ford Fiesta RS WRC                             | 8        | NU       | 5          | 14       | 10            | 9         | NU       | 6      | NU | NU        | 6         | 3               | NU |        |    |    | 52     | 8.      |
| 2014  | M-Sport World Rally Team DMACK World Rally Team                | Ford Fiesta RS WRC Ford Fiesta R5              | Monako   | 5        | 15         | NU       | 17            | 21        | 11       | 12     | 10 | NU        | Francja   | Hiszpania       | 7  |        |    |    | 17     | 15.     |
| 2015  | M-Sport World Rally Team                                       | Ford Fiesta RS WRC                             | 18       | 4        | 22         | 10       | 5             | 14        | 3        | 5      | 8  | 6         | 10        | 41              | NU |        |    |    | 63     | 10.     |
| 2016  | DMACK World Rally Team                                         | Ford Fiesta RS WRC                             | 7        | 5        | 6          | 15       | NU            | 5         | 2        | NU     | 23 | [ 10 ]    | 10        | 6               | 2  | 7      |    |    | 88     | 8.      |
| 2017  | M-Sport World Rally Team                                       | Ford Fiesta WRC                                | 3        | 2        | 4          | 11       | 3             | 4         | 1        | NU     | 7  | 1         | 3         | 6               | 2  |        |    |    | 191    | 3.      |
| 2018  | Toyota GAZOO Racing WRT                                        | Toyota Yaris WRC                               | 2        | 9        | 14         | 2        | 1             | NU        | 9        | 1      | 1  | 1         | 19        | 6               | NU |        |    |    | 181    | 3.      |
| 2019  | Toyota GAZOO Racing WRT                                        | Toyota Yaris WRC                               | 3        | 1        | 2          | 6        | 8             | 1         | 1        | 5      | 1  | 1         | 16        | 1               | 2  | [ 11 ] |    |    | 263    | 1.      |
| 2020  | Hyundai Shell Mobis WRT                                        | Hyundai i20 Coupe WRC                          | NU       | 2        | 2          | 1        | 17            | 6         | 2        |        |    |           |           |                 |    |        |    |    | 105    | 3.      |
| 2021  | Hyundai Shell Mobis WRT                                        | Hyundai i20 Coupe WRC                          | NU       | 1        | 4          | 21       | 24            | 3         | 31       | 6      | 2  | 2         | NU        | -               |    |        |    |    | 128    | 5.      |
| 2022  | Hyundai Shell Mobis WRT                                        | Hyundai i20 N Rally1                           | NU       | 20       | 2          | 6        | 1             | NU        | 3        | 1      | 1  | 2         | 3         | 4               | 2  |        |    |    | 205    | 2.      |
| 2023  | M-Sport Ford WRT                                               | Ford Puma Rally1                               | 5        | 1        | 9          | 2        | 4             | 35        | 6        | 8      | NU | 4         | 1         | 3               | 6  |        |    |    | 174    | 4.      |
| 2024  | Hyundai Shell Mobis WRT                                        | Hyundai i20 N Rally1                           | 4        | 41       | 8          | 4        | 2             | 1         | 40       | 3      | NU | 3         | 3         | 1               | NU |        |    |    | 200    | 3.      |

| 1. miejsce | 2. miejsce | 3. miejsce | Punktowane miejsce | Niepunktowane miejsce | Nie ukończył | Wykluczony | Nie wystartował | Nie brał udziału |

## Zwycięstwa w WRC
| #  | Rajd                       | Sezon | Pilot           | Samochód              |
| -- | -------------------------- | ----- | --------------- | --------------------- |
| 1  | 14. Rajd Włoch             | 2017  | Martin Järveoja | Ford Fiesta WRC       |
| 2  | 35. Rajd Niemiec           | 2017  | Martin Järveoja | Ford Fiesta WRC       |
| 3  | 38. Rajd Argentyny         | 2018  | Martin Järveoja | Toyota Yaris WRC      |
| 4  | 68. Rajd Finlandii         | 2018  | Martin Järveoja | Toyota Yaris WRC      |
| 5  | 36. Rajd Niemiec           | 2018  | Martin Järveoja | Toyota Yaris WRC      |
| 6  | 11. Rajd Turcji            | 2018  | Martin Järveoja | Toyota Yaris WRC      |
| 7  | 67. Rajd Szwecji           | 2019  | Martin Järveoja | Toyota Yaris WRC      |
| 8  | 1. Rajd Chile              | 2019  | Martin Järveoja | Toyota Yaris WRC      |
| 9  | 53. Rajd Portugalii        | 2019  | Martin Järveoja | Toyota Yaris WRC      |
| 10 | 69. Rajd Finlandii         | 2019  | Martin Järveoja | Toyota Yaris WRC      |
| 11 | 37. Rajd Niemiec           | 2019  | Martin Järveoja | Toyota Yaris WRC      |
| 12 | 75. Rajd Wielkiej Brytanii | 2019  | Martin Järveoja | Toyota Yaris WRC      |
| 13 | 10. Rajd Estonii           | 2020  | Martin Järveoja | Hyundai i20 Coupe WRC |
| 14 | 57. Rajd Arktyczny         | 2021  | Martin Järveoja | Hyundai i20 Coupe WRC |

## Występy w PWRC
| Sezon | Zespół              | Samochód                | 1   | 2   | 3   | 4   | 5     | 6     | 7   | 8     | 9     | Punkty | Miejsce |
| ----- | ------------------- | ----------------------- | --- | --- | --- | --- | ----- | ----- | --- | ----- | ----- | ------ | ------- |
| 2010  | Pirelli Star Driver | Mitsubishi Lancer Evo X | SWE | MEX | JOR | NZL | FIN 1 | DEU 5 | JPN | FRA 2 | GBR 1 | 78     | 4.      |

## Występy w SWRC
| Sezon | Zespół                   | Samochód          | 1     | 2   | 3     | 4      | 5     | 6     | 7     | 8     | 9 | 10 | Punkty | Miejsce |
| ----- | ------------------------ | ----------------- | ----- | --- | ----- | ------ | ----- | ----- | ----- | ----- | - | -- | ------ | ------- |
| 2011  | Markko Märtin Motorsport | Ford Fiesta S2000 | MEX 3 | JOR | ITA 1 | GRE NU | FIN 3 | DEU 1 | FRA 1 | ESP 6 |   |    | 113    | 2.      |

## Odznaczenia
- Krzyż Zasługi II klasy MSZ (Estonia, 2022)[13]